# Заки Вэндженс
Захари́ Джеймс Бэйкер (англ. Zachary James Baker), более известный под вымышленным именем Заки Вэндженс (англ. Zacky Vengeance) — ритм-гитарист американской рок-группы Avenged Sevenfold.

## Биография
Приставку «Vengeance» (с англ. — «Месть») к своему имени он получил именно такую, потому что хотел отомстить всем тем людям, которые сомневались в его успехе. Подробнее о значении слова Vengeance в этом свете — в статье о группе Avenged Sevenfold. Также он сам придумал кличку Джонни Крайста, бас-гитариста группы, в честь Джона Крайста, гитариста группы Danzig.
В официальном DVD группы All Excess было сказано, что Заки была создана группа MPA, что расшифровывается как Mad Porno Action. Но это была идея не из лучших. Тогда он с M. Shadows организовал группу (некоторое время называвшуюся Successful Failure) Avenged Sevenfold. Он придумал акроним «A7X» и всю атрибутику группы. Многие ошибочно полагают, что он придумал и Deathbat. Но это не так. В 13 лет он самостоятельно научился играть на гитаре.
Несмотря на то, что Заки — левша, первым его инструментом была праворукая гитара. Родители купили её на тринадцатый день рождения. Он учился играть, перевернув инструмент под левую руку, смотрел, как играют его любимые группы, и равнялся на них, как мог. Заки читал каждый выпуск Guitar World от корки до корки, учил табулатуры, и смотрел как их играют мастера своего дела. Любимые группы Заки — это Pantera, Metallica, Elixir, и Guns'N'Roses.
В колледже он профессионально занимался бейсболом, и если бы не Avenged Sevenfold, Заки был бы профессиональным бейсболистом.

## Фильмография
| Год  |    | Русское название            | Оригинальное название       | Роль      |
| ---- | -- | --------------------------- | --------------------------- | --------- |
| 2005 | ки | Need for Speed: Most Wanted | Need for Speed: Most Wanted | саундтрек |
| 2006 | ф  | Дом большой мамочки 2       | Big Momma's House 2         | саундтрек |
| 2007 | ки | Need for Speed: ProStreet   | Need for Speed: ProStreet   | саундтрек |
| 2014 | ки | EA Sports UFC               | EA Sports UFC               | саундтрек |
| 2022 | ф  | Боги хеви-метала            | Metal Lords                 | саундтрек |

## Личная жизнь
Заки запустил линию одежды под брендом «Vengeance University». Линия включает в себя футболки, толстовки и ремни. Большинство, если не все вещи, выходящие под брендом «Vengeance University» маркируются фирменным лого «6661» и «V.U.». У него есть сестра Зина Пачето (Бэйкер — девичья фамилия). У его сестры есть дети, которых зовут Джиана и Гевин. У Заки есть брат — Мэтт Бэйкер, он играет в группе The Dear & Departed.
9 июля 2011 года женился на своей давней подруге Джене Паулус (англ. Gena Paulhus), но осенью 2013 года развелся. С 2014 года в отношениях с Меган, которая является моделью линии «Vengeance University». От Меган имеет двух сыновей: Теннесси и Оззи.